# Marijanci
Marijanci su općina u Hrvatskoj. Nalazi se u Osječko-baranjskoj županiji.

## Zemljopis
Općina Marijanci nalazi se u Osječko-baranjskoj županiji nedaleko grada Donjeg Miholjca, u podravskom dijelu Slavonije, u istočnohrvatskoj ravnici, između rijeka Drave, Karašice i Vučice. Smještena je na oko 96 metara nadmorske visine, površina joj je 66 km·102, ima 2405 od toga 1238 (muških) i 1167 (ženskih) stanovnika prema popisu stanovnika (2011.).

## Stanovništvo
| broj stanovnika | 2898  | 2773  | 2718  | 2679  | 3139  | 3301  | 3186  | 3450  | 3779  | 4039  | 4299  | 3757  | 3113  | 3020  | 2719  | 2405  | 1951  |
|                 | 1857. | 1869. | 1880. | 1890. | 1900. | 1910. | 1921. | 1931. | 1948. | 1953. | 1961. | 1971. | 1981. | 1991. | 2001. | 2011. | 2021. |

| broj stanovnika | 1112  | 1036  | 1148  | 984   | 1303  | 1244  | 1253  | 1235  | 1291  | 1276  | 1204  | 1130  | 1016  | 982   | 935   | 838   | 680   |
|                 | 1857. | 1869. | 1880. | 1890. | 1900. | 1910. | 1921. | 1931. | 1948. | 1953. | 1961. | 1971. | 1981. | 1991. | 2001. | 2011. | 2021. |

Do 1981. iskazuje se pod imenom Marjanci. U 1971. smanjeno izdvajanjem dijela u samostalno naselje Marjanski Ivanovci.  

## Povijest
Marijanci kao naselje po prvi put se spominje u knjigama župe u XIV. stoljeću i prikupljanju crkvenog poreza. U tadašnjoj župi Blažene Djevice Marije (1333-1334) stolovao je župnik Dionizije. U srednjem vijeku Marijanci su pripadali pečujskoj (Pecs, Republika Mađarska) biskupiji, a danas đakovačko-srijemskoj. Prema tadašnjem Srednjovjekovnom političkom uređenju selo je smješteno u križevačku županju, a unutar te županije područje Marijanaca upravljao je vlasnik Subotice utvrde nedaleko Koške. (T.D.)
Nedaleko od Marijanaca postoji lokalitet na kojem se nalazila Keltska utvrda iz I. stoljeća poslije Krista. Na lokalitetu su izvršena sondiranja te je utvrđeno da je naselje odnosno utvrda postojala dvadesetak godina prema pronađenim nalazima i sloju na kojem se nalaze ostaci.

## Crkva
U selu se nalazi rimokatolička crkva Sv. Petra i Pavla koja je i sjedište istoimene župe, a pripada donjomiholjačkom dekanatu Đakovačko-osječke nadbiskupije. Crkveni god ili kirvaj slavi se 29. lipnja.

## Gospodarstvo
U gospodarstvu općine zastupljeni su poljodjelstvo, stočarstvo, peradarstvo, trgovina, ugostiteljstvo, obrti te eksploatacija nafte i plina.

## Poznate osobe
- Cecilija Rudić, pjevačica

## Spomenici i znamenitosti
Od spomenika kulture važno je spomenuti župnu crkvu svetih Petra i Pavla s gotičkim portalom na južnim vratima iz 14. ili 15. stoljeća

## Obrazovanje
U selu se nalazi škola do 8. razreda koja radi u sklopu Osnovne Škole "Matija Gubec Magadenovac". U sklopu škole nalazi se i dvorana. U Marijancima je radila Osnovna škola "August Šenoa" koja je 1977. spojena sa školom u Magadenovcu.

## Kultura
U Općini Marijanci održava se folklorna manifestacija pod nazivom "Kolo na čimenu" i to u zadnju nedjelju u svibnju. Prilikom obilježavanja dana općine  8. rujna na blagdan "Male Gospe" također se održava kulturna manifestacija otvorene večeri KUD-a "Slavonska vila" Marijanci-Kunišinci.

## Šport
NK Hajduk Marijanci natječe se u sklopu 1. ŽNL Osječko-baranjske županije. 

## Ostalo
- Dobrovoljno vatrogasno društvo Marijanci
- Vatrogasna zajednica Općine Marijanci
- Udruga mladih Marijanci
- Udruga hrvatskih dragovoljaca domovinskog rata- općinski ogranak Marijanci.
- Lovačko društvo "Jelen" Marijanci

## Vanjske poveznice
- Službene stranice Općine Marijanci
- http://www.os-mgubec-magadenovac.skole.hr/  Arhivirana inačica izvorne stranice od 1. veljače 2014. (Wayback Machine)